# Enock Agwanda
Enock Agwanda Abiero (* 10. April 1994 in Kisumu) ist ein kenianischer Fußballspieler.

## Karriere

### Verein
Agwanda startete seine Karriere im Fußballteam der Koderobara Secondary School. Im Frühjahr 2010 wechselte er zum SoNy Sugar FC, wo er 2011 sein Seniorendebüt feierte. Am 14. Dezember 2012 verkündete er seinen Weggang und unterschrieb für beim Sofapaka FC. Mit dem Verein gewann er 2014 den nationalen Pokal durch einen 2:1-Erfolg im Finale über den Posta Rangers FC. Nach der Hälfte der folgenden Saison schloss er sich dann Rekordmeister Gor Mahia FC an und feierte am Ende der Spielzeit den Gewinn der Kenyan Premier League.
Es folgten ab 2017 weitere kurze Stationen bei Bandari FC, Zweitligist Ushuru FC und erneut SoNy Sugar FC. Seit 2019 steht er nun bei Kenya Commercial Bank FC unter Vertrag.

### Nationalmannschaft
Agwanda spielte von 2012 bis 2015 insgesamt sechsmal im Trikot der kenianischen Fußballnationalmannschaft. Zuvor spielte er bereits für die kenianische U-23 und war bis 2014 Kapitän der U-20-Nationalmannschaft.

## Erfolge
- Kenianischer Pokalsieger: 2014
- Kenianischer Meister: 2015

## Weblink
- Enock Agwanda in der Datenbank von National-Football-Teams.com (englisch)